# Karl Nickel
Pour les articles homonymes, voir Nickel (homonymie).
Karl Leberecht Emil Nickel (9 février 1924 à Tübingen - 1er janvier 2009 à Fribourg-en-Brisgau) est un mathématicien allemand, spécialiste en mathématiques numériques (arithmétique d'intervalles).